# Svenska mästerskapen i fälttävlan 1967
Svenska mästerskapen i fälttävlan 1967 avgjordes i Gävle . Tävlingen var den 17:e upplagan av Svenska mästerskapen i fälttävlan.

## Resultat
| Placering | Ryttare        | Häst     |
| --------- | -------------- | -------- |
| 1         | Olle Barkander | Pegasus  |
| 2         | Göte Bylund    | L'Argent |
| 3         | Lennart Jarvén | Remus    |